# Triage X
Triage X (トリアージX, Toriāji X) est un manga écrit et dessiné par Shōji Satō. Il est prépublié depuis avril 2009 dans le magazine Monthly Dragon Age de l'éditeur Fujimi Shobo et est compilé en vingt-neuf tomes en février 2025. La version française est publiée par Pika Édition à partir de mai 2013.
Une adaptation en série télévisée d'animation produite par le studio Xebec est diffusée entre avril et juin 2015 sur Tokyo MX au Japon et en simulcast par Crunchyroll dans les pays francophones.

## Synopsis
L'hôpital général Mochizuki possède les infirmières et les aides-soignantes les plus compétentes de la ville. Ces femmes ont beau consacrer leur temps à lutter contre la maladie, après leurs heures de travail, elles se livrent à un tout autre combat ! Sous les ordres du directeur de l'hôpital, une poignée du personnel se joint à des étudiants pour devenir des mercenaires. Arashi, motard de talent (et lycéen taciturne) ; Mikoto, tireuse d’élite (et idole de tous au lycée) ; Oriha, experte en explosifs (et chanteuse à succès) : ce trio de choc est chargé de procéder à « l’ablation des tumeurs » de la société, à savoir les malfrats classés « label noir » par Mochizuki, le chef de l’hôpital.

## Personnages
Arashi Mikami (三神 嵐, Mikami Arashi)
Mikoto Kiba (木場 美琴, Kiba Mikoto)
Oriha Nashida (梨田 織葉, Nashida Oriha)
Sayo Hitsugi (柩 小夜, Hitsugi Sayo)
Yuuko Sagiri (狭霧友子, Sagiri Yūko)
Miki Tsurugi (剣美姫, Tsurugi Miki)
Masamune Mochizuki (望月正宗, Mochizuki Masamune)
Fiona Ran Winchester (フィオナ・蘭・ウインチェスター, Fiona Ran Winchesutaa)
Chikage Hizaki (緋崎 千影, Hizaki Chikage)
Isoroku Tatara (多々良 五十六, Tatara Isoroku)
Konomi Suzue (鈴江 このみ, Suzue Konomi)
Hinako Kominato (小湊 雛子, Kominato Hinako)
Yû Momokino (桃木野 由宇, Momokino Yū)

## Manga
Triage X est prépublié depuis le 9 avril 2009 dans le magazine Monthly Dragon Age. Le premier volume relié est publié le 8 décembre 2009 par l'éditeur Fujimi Shobo. La version française est publiée par Pika Édition à partir de mai 2013.

### Liste des volumes
| no | Japonais         | Japonais          | Français          | Français          |
| no | Date de sortie   | ISBN              | Date de sortie    | ISBN              |
| -- | ---------------- | ----------------- | ----------------- | ----------------- |
| 1  | 8 décembre 2009  | 978-4-04-712640-4 | 29 mai 2013       | 978-2-8116-1161-3 |
| 2  | 7 septembre 2010 | 978-4-04-712685-5 | 18 septembre 2013 | 978-2-8116-1228-3 |
| 3  | 7 septembre 2011 | 978-4-04-712746-3 | 4 décembre 2013   | 978-2-8116-1309-9 |
| 4  | 7 mars 2012      | 978-4-04-712780-7 | 19 mars 2014      | 978-2-8116-1396-9 |
| 5  | 7 août 2012      | 978-4-04-712819-4 | 28 mai 2014       | 978-2-8116-1501-7 |
| 6  | 7 février 2013   | 978-4-04-712854-5 | 17 septembre 2014 | 978-2-8116-1572-7 |
| 7  | 9 août 2013      | 978-4-04-712889-7 | 17 décembre 2014  | 978-2-8116-1659-5 |
| 8  | 8 février 2014   | 978-4-04-070022-9 | 18 mars 2015      | 978-2-8116-2057-8 |
| 9  | 9 septembre 2014 | 978-4-04-070264-3 | 17 juin 2015      | 978-2-8116-2057-8 |
| 10 | 9 mars 2015      | 978-4-04-070262-9 | 16 septembre 2015 | 978-2-8116-2296-1 |
| 11 | 9 mai 2015       | 978-4-04-070569-9 | 16 mars 2016      | 978-2-8116-2719-5 |
| 12 | 9 novembre 2015  | 978-4-04-070570-5 | 30 novembre 2016  | 978-2-8116-3243-4 |
| 13 | 9 mai 2016       | 978-4-04-070878-2 | 19 avril 2017     | 978-2-8116-3461-2 |
| 14 | 9 novembre 2016  | 978-4-04-072082-1 | 30 août 2017      | 978-2-8116-3916-7 |
| 15 | 9 mai 2017       | 978-4-04-072280-1 | 17 janvier 2018   | 978-2-8116-4015-6 |
| 16 | 9 novembre 2017  | 978-4-04-072494-2 | 11 juillet 2018   | 978-2-8116-4362-1 |
| 17 | 9 juin 2018      | 978-4-04-072741-7 | 17 avril 2019     | 978-2-8116-4694-3 |
| 18 | 7 décembre 2018  | 978-4-04-072975-6 | 8 janvier 2020    | 978-2-8116-5163-3 |
| 19 | 8 juin 2019      | 978-4-04-073209-1 | 16 septembre 2020 | 978-2-8116-5453-5 |
| 20 | 9 janvier 2020   | 978-4-04-073465-1 | 9 décembre 2020   | 978-2-8116-5909-7 |
| 21 | 9 juillet 2020   | 978-4-04-073718-8 | 16 juin 2021      | 978-2-8116-6385-8 |
| 22 | 9 février 2021   | 978-4-04-073986-1 | 8 décembre 2021   | 978-2-8116-6559-3 |
| 23 | 6 août 2021      | 978-4-04-074210-6 | 7 septembre 2022  | 978-2-8116-7191-4 |
| 24 | 9 février 2022   | 978-4-04-074429-2 | 23 novembre 2022  | 978-2-8116-7253-9 |
| 25 | 9 août 2022      | 978-4-04-074631-9 | 19 juin 2024      | 978-2-8116-8033-6 |
| 26 | 9 février 2023   | 978-2-8116-8033-6 | 20 novembre 2024  | 978-2-8116-8996-4 |
| 27 | 6 octobre 2023   | 978-4-04-075170-2 | 13 novembre 2025  | 979-10-433-0011-0 |
| 28 | 7 juin 2024      | 978-4-04-075481-9 |                   |                   |
| 29 | 7 février 2025   | 978-4-04-075791-9 |                   |                   |
| 30 | 9 septembre 2025 | 978-4-04-076091-9 |                   |                   |

## Anime
L'adaptation en série télévisée d'animation est annoncée en septembre 2014. Celle-ci est produite au sein du studio Xebec avec une réalisation d'Akio Takami et Takao Kato ainsi qu'un scénario de Katsuhiko Takayama. Elle est diffusée initialement à partir du 10 avril 2015 et compte dix épisodes suivis d'un OAV. Dans les pays francophones, la série est diffusée en simulcast par Crunchyroll.

### Liste des épisodes
| No    | Titre en français                    | Titre original                             | Date de 1re diffusion |
| ----- | ------------------------------------ | ------------------------------------------ | --------------------- |
| 1     | Prescription of Hell                 | Prescription of Hell                       | 9 avril 2015          |
| 2     | Surgical Strike                      | Surgical Strike                            | 16 avril 2015         |
| 3     | Midnight Guerrilla                   | Midnight Guerrilla                         | 23 avril 2015         |
| 4     | Fire Game                            | Fire Game                                  | 30 avril 2015         |
| 5     | Sacrifice Idol                       | Sacrifice Idol                             | 6 mai 2015            |
| 6     | Galactic OnStage                     | Galactic OnStage                           | 13 mai 2015           |
| 7     | Chaos World                          | Chaos World                                | 20 mai 2015           |
| 8     | Closed Heart Shelter                 | Closed Heart Shelter                       | 27 mai 2015           |
| 9     | Limit Break                          | Limit Break                                | 3 juin 2015           |
| 10    | Comment est la température du bain ? | 湯加減いかが? Yu kagen ikaga?              | 10 juin 2015          |
| OAV 1 | Triage X : Recollection XOXO         | トリアージX RECOLLECTION XOXO Triage X OAV | 2 novembre 2015       |